# Алтан-хан (1507—1582)
Алтан-хан (личное имя — Анда или Амда; 1507—1582) — хан Тумэтского ханства (1548—1582), второй сын великого монгольского хана Барсболода-джинона и внук знаменитого монгольского хана Даяна.

## Биография
После смерти своего отца Барсболода-джинона Алтан-хан стал править тумэтским туменом, входившим в правое крыло Монгольской империи. Его старший брат Гун Билиг-Мэргэн-джинон правил ордосским туменом. В 1542 году после смерти своего старшего брата Гуна Билига Амда стал лидером правого крыла монгольских племен.

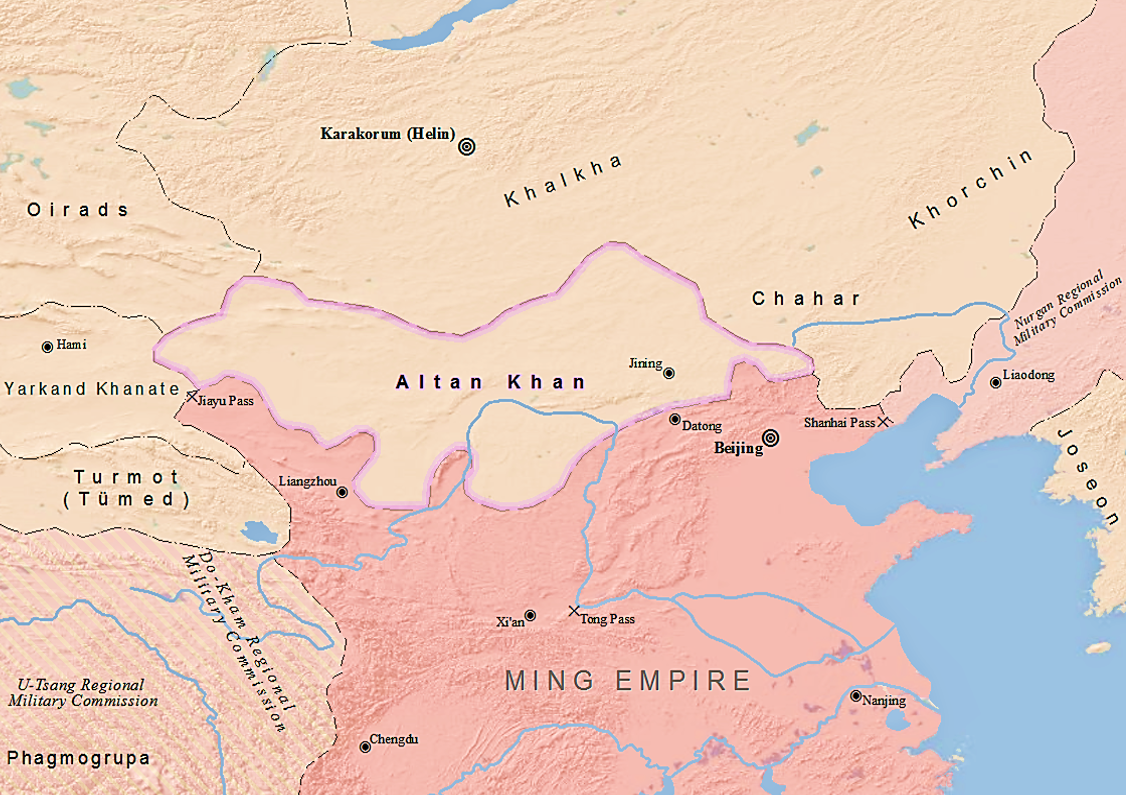
Владения Алтан-хана

В 1547 году после смерти великого монгольского хана Боди-Алаг-хана Алтан-хан начал борьбу с его преемником Дарайсун-Годэн-ханом и заставил его отступить на восток. В 1551 году соперники заключили между собой мирное соглашение. Дарайсун-Годэн-хан признавал лидерство Алтан-хана и уступил ему титул «Годэн-хан». Алтан-хан, контролировавший территорию Ордоса до Хуанхэ, имел все возможности для оказания давления на ойратов и Китай. В 1571 году китайский император присвоил Алтан-хану титул Шуньи-ван (кит. упр. 顺义王, «послушный и праведный царь»). В 1557 году Алтан-хан основал буддийский монастырь Их Зуу, строительство храма было окончено в 1579 году. Около 1580 года вокруг монастыря возник город Хух-Хото («Голубой город» или «Синий город»). Степь на месте Хух-Хото первоначально являлось его главной ставкой, центром ремесла и торговли в его владениях.
В 1529, 1530 и 1542 годах Алтан-хан во главе большой монгольской армии совершил три опустошительных набега на территорию Китая, грабя и убивая местное население. В 1550 году Алтан-хан прорвался через Великую Китайскую стену и подступил к окрестностям Пекина, которые были сожжены монголами. В 1551 году заключил мирный договор с китайским правительством, по которому для торговли с монголами были открыты конные рынки в Датуне и Сюаньфу. Вскоре, однако, они были закрыты китайским правительством, и Алтан-хан возобновил военные действия на границе с Китаем. В 1552 году получил под свой контроль Каракорум, древнюю столицу Монгольской империи. В 1571 году после подписания мирного договора китайский император был вынужден предоставить специальные торговые права Тумэтскому ханству.

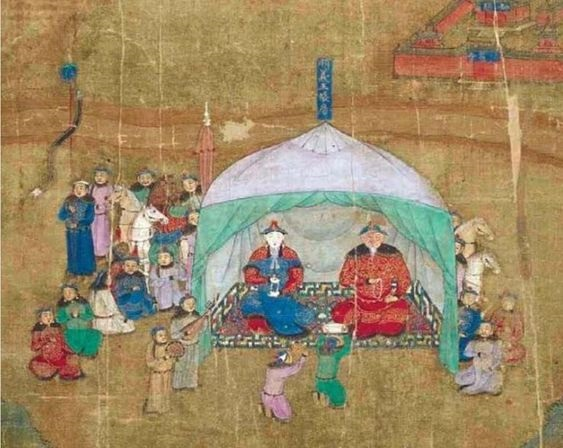
Алтан-хан и Эркету-хатун

Во время своего правления Алтан-хан провел несколько успешных военных кампаний против ойратских племен. Алтан-хан неоднократно пытался добиться нового объединения монголов. В 1552 году совершил поход против ойратов, который вылился в новую серию ойратско-монгольских войн после 100-летнего мирного сосуществования. Ойраты ушли на запад, покинув освоенные ими кочевья в верховьях Орхона. В 1562 году Алтан-хан нанес новый удар ойратам, заставив их отступить ещё дальше на запад, к реке Иртыш. Первым из монгольских феодалов завязал отношения с третьим Далай-ламой и положил начало распространению буддизма и укреплению буддийской церкви в Монголии. При Алтан-хане было закончено освоение монголами территории Ордоса.

## Потомки
У Алтан-хана было восемь сыновей: Сэнгэ Дугурэн-хаган, Баян Багатур-тайджи, Тубэт-тайджи, Бинту Иэлдэн-тайджи, Далат Кулукэ-тайджи, Будашира-тайджи, Кунчук-тайджи, Джамсо-тайджи. В 1582 году после смерти Алтан-хана ему наследовал старший сын Сэнгэ Дугургэн-хан, который стал ханом тумэтов (1582—1586). Правнук Алтан-хана Ендон Гьяцо был избран IV Далай-ламой. 